# Моніка Кушинська
Моніка Кушинська (пол. Monika Kuszyńska; нар. 14 січня 1980, Лодзь) — польська співачка та авторка пісень. Вона представляла Польщу на пісенному конкурсі Євробачення 2015 з піснею «In the Name of Love», а раніше була солісткою польського поп-рок гурту Varius Manx.

## Дискографія

### Соло
| Назва     | Опис                                                                                     | Пікові позиції |
| Назва     | Опис                                                                                     | POL            |
| --------- | ---------------------------------------------------------------------------------------- | -------------- |
| «Ocalona» | - Випущено: 12 червня 2012 - Лейбл: EMI Music Poland - Формати: CD, цифрове завантаження | 40             |

### З Varius Manx
| Назва | Опис                                                                                 | Пікові позиції |
| Назва | Опис                                                                                 | POL            |
| ----- | ------------------------------------------------------------------------------------ | -------------- |
| «Eta» | - Випущено: 27 серпня 2001 - Лейбл: Pomaton EMI - Формати: CD                        | 13             |
| «Eno» | - Випущено: 19 жовтня 2002 - Лейбл: Pomaton EMI - Формати: CD, цифрове завантаження  | 15             |
| «Emi» | - Випущено: 31 березня 2004 - Лейбл: Pomaton EMI - Формати: CD, цифрове завантаження | —              |